# Ше д’Эст-Анж, Гюстав Луи
Гюстав Луи Ше д’Эст-Анж (11 апреля 1800, Реймс — 14 декабря 1876, Париж) — французский юрист и политик, адвокат. 

## Биография
Гюстав Луи Ше д’Эст-Анж родился в семье прокурора уголовного суда в Реймсе, который после закрытия суда в 1811 году переехал с семьёй в Париж. Окончил школу в Реймсе благодаря стипендии от городской администрации, в возрасте 19 лет потерял отца. Поступил учиться в юридическую школу, несмотря на то, что получил наследство в размере всего 600 франков и должен был содержать мать и младшую сестру. Имея большие способности к юриспруденции и отличаясь красноречием, свою адвокатскую карьеру начал ещё в молодости, рано завершив получение образования; в 1820 году впервые выступил в политическом процессе защитником по назначению и обратил на себя внимание произнесённой защитительной речью. С этого момента его репутация как талантливого адвоката продолжала расти и упрочиваться, и вскоре стал скоро считаться одним из первых французских адвокатов. 
В 30-летнем возрасте стал членом Парижской коллегии адвокатов. 18 февраля 1831 года был избран депутатом от 3-го избирательного округа Реймса в парламент Франции, однако не был переизбран на состоявшихся спустя три месяца всеобщих выборах; в первый период пребывания в парламенте голосовал на стороне как центристов, так и оппозиционеров. Затем вернулся к адвокатской практике до 25 апреля 1836 года, когда вновь был избран в парламент от Реймса. Успешно переизбирался 4 ноября 1837 и 2 марта 1839 года; проиграл на выборах 1842 года, но по причине смерти своего преемника вернулся в парламент, будучи избран 28 ноября 1844 года, но потерпел поражение на выборах 1846 года; за время работы в парламенте получил известность уже не только как юрист, но и как политик благодаря своим речам. С 1842 по 1844 год был, несмотря на свой сравнительно молодой возраст, старшиной (bâtonnier) адвокатов. 
Приняв режим Второй империи, в 1857 году он оставил адвокатуру и занял должность генерал-прокурора парижской судебной палаты; в этом звании выступил обвинителем по делу Орсини и его сообщников. В 1858 году был назначен государственным советником, 2 ноября 1862 года — сенатором, 18 октября 1863 года — вице-президентом Государственного совета, а 6 октября 1864 года — председателем секций общественных работ и изящных искусств в нём. В этот же период жизни был членом и вице-президентом Парижского городского совета. Во время работы в сенате участвовал в принятии различных законопроектов и инициировал многочисленные дискуссии; в марте 1868 года представил доклад о возможности свободы католического высшего образования. В 1870 году, после падения Второй империи, он удалился в частную, жизнь. 
Как адвокат Ше вёл гражданские и уголовные дела, но его слава основывалась главным образом на последних. Его адвокатская деятельность отличалась большим разнообразием; он с равным успехом выступал как в различных громких процессах общеуголовного характера (дело Ла Ронсьера), так и в процессах литературных (против Виктора Гюго и Бальзака) и политических (Кошуа-Лемэр, Марра и др.). Обладал большим ораторским дарованием и считался непобедимым в судебном состязании, умел манипулировать чувствами аудитории, подчинять себе её внимание и располагать к себе аудиторию живым и картинным изложением дела и обильным пафосом своих речей, которые не подготовлял заранее. Некоторые его речи, любопытые с исторической точки зрения, были записаны и сохранились до настоящего времени. Согласно оценкам ЭСБЕ (рубеж XIX—XX веков, спустя несколько десятилетий после его смерти), он «был всецело оратором своей эпохи; теперь его красноречие показалось бы слишком приподнятым, риторичным, изобилующим неуместными лирическими отступлениями, обращениями к преступнику и потерпевшим, излияниями в романтическом стиле».
За свои заслуги на юридическом поприще Ше был награждён Орденом Почётного легиона, последовательно становясь его кавалером (1834), офицером (1845), командором (1858) и гранд-офицером (13 августа 1861 года).